# Daniel Holthuis
Daniel „miou“ Holthuis (* 23. Dezember 1985 in Aurich) ist ein ehemaliger deutscher Warcraft-III- und Starcraft-II-Spieler, der zuletzt beim Clan n!faculty unter Vertrag stand. Zuvor war er über lange Zeit hinweg fester Bestandteil der Warcraft-III-Mannschaft von SK Gaming.
Er konnte sechsmal in Folge die ESL Pro Series gewinnen (Saisons 4–9) und ist damit der erfolgreichste deutsche WarCraft-III-Spieler aller Zeiten. Mit seinem Clan war er in der höchsten Warcraft-III-Teamliga der Welt, der ESL WC3L Series vertreten. Holthuis ist, wie viele andere Warcraft-III-Spieler, zu dem 2010 erschienenen Spiel Starcraft II gewechselt. Dieses hat er bis Ende 2011 gespielt und sich danach aus dem E-Sport zurückgezogen.

## Clans
- SK Gaming (März 2004 – Juni 2009)
- Raptor Gaming (Juli 2009 – Mai 2010)
- n!faculty (Mai 2010 – Dezember 2011)

## Erfolge
- ESL Pro Series Deutschland IV: 1. Platz
- World Cyber Games 2004: Top 8
- ESL Pro Series Deutschland V: 1. Platz
- ACON5 2005: 4. Platz
- ESL Pro Series Deutschland VI: 1. Platz
- ESL Pro Series Deutschland VII: 1. Platz
- ESL Pro Series Deutschland VIII: 1. Platz
- ESL Pro Series Deutschland IX: 1. Platz
- ESL Pro Series Deutschland X: 2. Platz
- GameGune 2007: 4. Platz
- ESL Pro Series Deutschland XI: 4. Platz
- ESL Pro Series Deutschland XII: 4. Platz